# Arroba
Arroba is een Portugese en Spaanse eenheid die gebruikt wordt voor massa en inhoud. Het bijbehorende symbool is @.

## Etymologie
Het woord arroba is afgeleid van het Arabische woord ar-rubʿ (الربع) en betekent kwart.

## Spanje en Portugal
Qua gewicht is 1 arroba gelijk aan 32 Portugese pond (14,7 kg) en 25 Spaanse pond (11,5 kg). De eenheid wordt nog gebruikt door kurkhandelaren en varkensboeren.

## Latijns-Amerika
Naast Spanje en Portugal wordt de eenheid ook gebruikt in verschillende Latijns-Amerikaanse landen.
In Brazilië betreft dit vooral de landbouwsector, zoals katoenplantages en veehouderijen. 1 arroba is hier gelijk aan 15 kg.
In Colombia, Ecuador en Peru is 1 arroba gelijk aan 11,5 kg.
In Bolivia is 1 arroba in de regel gelijk aan 30,46 liter. Er zijn echter regionale verschillen: zo is 1 arroba in bijvoorbeeld Inquisivi gelijk aan 11,5 liter en in Baures aan 16 liter.

## Internet
In Spaans- en Portugeestalige landen wordt het woord arroba ook gebruikt voor de uitspraak van het @-symbool in e-mailadressen (zoals dat in Nederland apenstaartje of at wordt genoemd).